# Ameerega trivittata
Espèce
Synonymes
- Hyla trivittata Spix, 1824
- Epipedobates trivittatus (Spix, 1824)
- Hyla nigerrima Spix, 1824
- Dendrobates obscurus Duméril & Bibron, 1841
- Dendrobates tetravittatus Miranda-Ribeiro, 1926

Statut de conservation UICN

 LC  : Préoccupation mineure
Statut CITES
Ameerega trivittata est une espèce d'amphibiens de la famille des Dendrobatidae.

## Répartition
Cette espèce se rencontre jusqu'à 500 m d'altitude dans le bassin de l'Amazone :
- au Suriname ;
- au Guyana ;
- au Venezuela dans l'État de Bolívar ;
- en Colombie dans les départements de Putumayo et d'Amazonas ;
- dans l'Est du Pérou ;
- en Bolivie dans le département de Pando ;

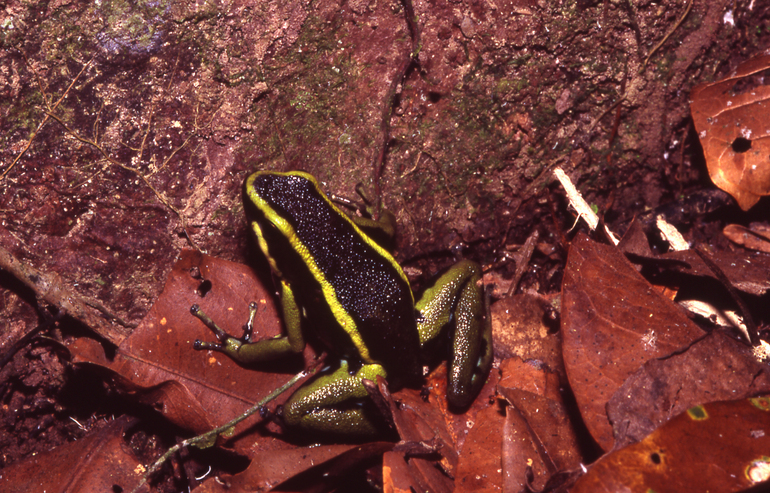
Ameerega trivittata

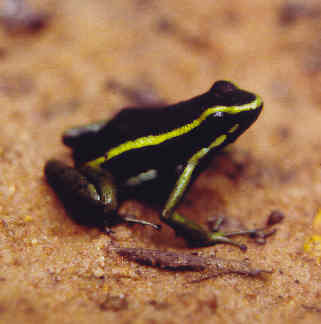
Ameerega trivittata

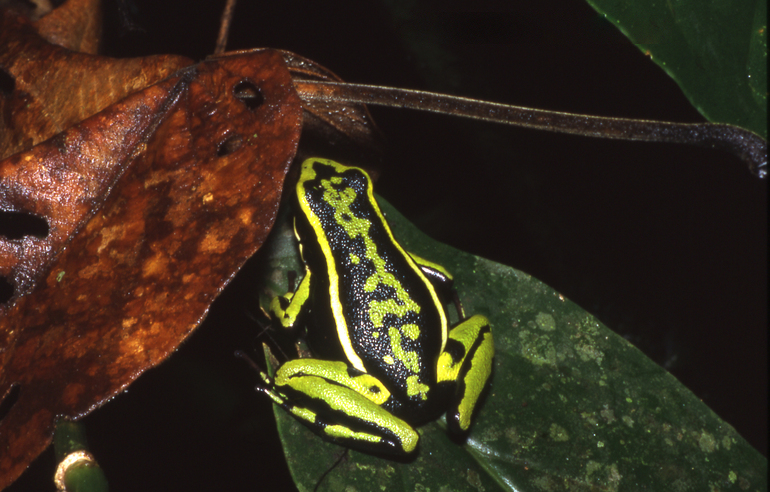
Ameerega trivittata

- dans le Nord du Brésil.

## Publication originale
- Spix, 1824 : Animalia nova sive species novae testudinum et ranarum, quas in itinere per Brasiliam annis 1817-1820 (texte intégral).